# Auguste Wampach
Auguste Wampach (* 6. August 1911 in Niederfeulen; † 6. Mai 1988 in Luxemburg) war ein luxemburgischer römisch-katholischer Geistlicher, der im Widerstand gegen den Nationalsozialismus aktiv war.

## Leben
Auguste Wampach war Vikar in Remich, als die Wehrmacht während des Zweiten Weltkriegs Luxemburg besetzte. Wampach solidarisierte sich mit der Lëtzebuerger Patriote Liga (LPL), ohne jedoch selbst Mitglied zu werden. Allerdings versorgte er die Widerstandsgruppe mit Logistik und stellte sein Pfarrhaus als geheimen Stützpunkt zur Verfügung. Von der Kanzel aus äußerte er sich abfällig über die Besatzungsmacht. Ab Oktober 1942 war er auch als Fluchthelfer aktiv und beschaffte gefälschte Personalien für Flüchtlinge. Unter anderem arbeitete er mit den Schleusergruppen um Hubert Glesener und Eugéne Leger zusammen. Vor allem Deserteuren, Kriegs- und politischen Flüchtlingen gelang mit Wampachs Hilfe die Ausreise in den unbesetzten Teil Frankreichs.
Am 15. Dezember 1943 wurde Wampach von der Gestapo verhaftet und in die Villa Seligmann in Esch-Alzette gebracht, wo er mehrfach verhört und gefoltert wurde. Trotz des immensen Drucks hielt er den Verhören der Gestapo stand. Ihm wurden unbefugter Grenzübertritt, Wehrkraftzersetzung und Landes- sowie Hochverrat unterstellt. Zunächst blieb er im SS-Sonderlager Hinzert inhaftiert, wo er heimlich Gottesdienste abhielt.
Am 7. August 1944 begann eine Odyssee durch verschiedene Konzentrationslager, die im Januar 1945 im KZ Mauthausen endete. Trotz der langen Transportzeit und der zahlreichen Misshandlungen blieb er ungebrochen in seinem Widerstand. So verweigerte er Arbeitseinsätze und blieb seelsorgerisch tätig. Im Invalidenblock von Mauthausen besaß er trotz Verbots einen Rosenkranz,  zelebrierte die Heilige Messe und tröstete sterbende und erkrankte Mitgefangene. Der Blockälteste im Invalidenblock rettete ihm das Leben, indem er Wampach als Eisendreher ausgab. So kam Wampach als Zwangsarbeiter in die Reichswerke Hermann Göring nach Linz. Das Leben im Nebenlager Linz III war hart. Nur mit knapper Not entkam er dem Tod.
Am 5. Mai 1945 wurde er von US-amerikanischen Truppen befreit, die ihn als Dolmetscher einsetzten. Er kehrte anschließend nach Luxemburg zurück, wo er weiter als Geistlicher arbeitete. Am 23. Januar 1971 wurde ihm die Medaille der Resistance verliehen. Nach seinem Tod wurde ihm postum das Croix de la Résistance verliehen.